# Marine Tondelier
Marine Tondelier (Bois-Bernard, 23 augustus 1986) is een Frans groen politicus.
Sinds 2014 zetelt ze in de gemeenteraad van Hénin-Beaumont in Pas-de-Calais, in de oppositie tegen de eerste lokale meerderheid van het extreemrechtse Rassemblement national. Ze heeft daarnaast zitting in de intercommunale Hénin-Carvin en sinds 2021 in de regionale raad van Hauts-de-France.
Sinds 2022 is Tondelier partijleider van Les Écologistes. Ze was een van de sleutelfiguren in de vorming van de linkse samenwerking Nouveau Front populaire na de Europese verkiezingen van juni 2024 voor de parlementsverkiezingen die daar kort op volgden. 